# Hur som helst är han jävligt död
Hur som helst är han jävligt död är en svensk komedi av Kjell Sundvall från 2000 med Peter Haber och Dan Ekborg m.fl.

## Handling
Två galna hypokondriker med storhetsvansinne och förföljelsemani träffas i Stockholms skärgård för att skriva en teaterpjäs, bada bastu och koppla av. Men en kvällstidning har fått tag på en het nyhet om de båda och skickar en fotograf för att i smyg ta bilder och avlyssna deras samtal. 
Under ett bastubad går dörren i baklås. När de båda männen slutligen lyckas ta sig ut, tycker de sig se ett rådjur i buskarna. Nakna och uppjagade hämtar de sina gevär och skjuter några skott. När de går fram till buskaget upptäcker de att det ligger en död man på marken.

## Rollista
| Peter Haber     | – Rolf         |
| Dan Ekborg      | – Gunnar       |
| Leif Andrée     | – Vederman     |
| Gerd Hegnell    | – Rolfs mamma  |
| Tomas Norström  | – Editor Flink |
| Peter Hüttner   | – Journalist   |
| Lena T. Hansson | – Journalist   |
| Gunnar Nielsen  | – Söderman     |
| Cecilia Nilsson | – Cecilia      |